# Château de Roche
Le château de Roche est un édifice situé sur le territoire de la commune de Sceaux-sur-Huisne, dans la région historique du Maine, en France.

## Localisation
Le monument est situé dans le département français de la Sarthe, au lieu-dit Roche, à 2 km au sud-ouest du bourg de Sceaux-sur-Huisne et à 1 km au nord-est de celui de Vouvray-sur-Huisne.

## Architecture
Les façades et les toitures du château — à l'exclusion de celles du bâtiment des communs accolés à l'ouest —, l'oratoire au rez-de-chaussée de la tour nord-ouest, les caves voutées et les pièces en sous-sol sont inscrits au titre des monuments historiques depuis le 27 juin 1984.